# Шведское социалистическое собрание
Шведское социалистическое собрание (швед. Svensk socialistisk samling; сокращённо SSS) — шведская нацистская партия, существовавшая с 1933 по 1950 г.

## История
Была образована в 1933 году как Национал-социалистическая рабочая партия путём откола от Шведской национал-социалистической партии одной из фракций, возглавляемой Свеном-Улофом Линдхольмом. В 1938 году партия была переименована в Шведское социалистическое собрание.
На выборах в риксдаг 1936 года партия собрала 17 тысяч голосов избирателей, что превышало количество голосов, отданных за все остальные нацистские партии, вместе взятые. Однако на выборах 1944 года за неё проголосовали всего лишь 4200 избирателей.
Программа Шведского национального собрания была составлена по точному образцу НСДАП.

## Организационная структура
Печатным органом партии была газета «Шведский национал-социалист» (Den svenska nationalsocialisten), сменившая в 1939 году название на «Шведского народного социалиста» (Den svenska folksocialisten). Молодёжное крыло — Северная молодёжь (Nordisk ungdom).